# John Bell (ator)
John Hunter Bell (Paisley, 20 de outubro de 1997) é um ator escocês. Ele interpretou Bain em duas parcelas da série de filmes O Hobbit, "Jovem Ian" Murray na série de televisão da Starz, Outlander, Angus em Battleship, Helius em Wrath of the Titans e Toby Coleman em Tracy Beaker Returns.

## Carreira
Bell fez sua estreia na TV em 2007, quando interpretou Creet no episódio "Utopia" de Doctor Who, depois de ganhar o papel em uma competição de Blue Peter. Em março de 2008, ele foi o cantor principal em um trailer promocional do programa de talentos da BBC 1, 'I Do Anything'. Em 2009, Bell interpretou o papel principal de Connor in Transit, um papel pequeno drama.
Bell apareceu em seu primeiro papel no cinema em 2009, quando estrelou como o jovem órfão Tomas em A Shine of Rainbows. De 2009 a 2010, ele interpretou Anthony Weaver na série de TV Life of Riley e, em 2011, apareceu no filme para TV Hattie como Robin Le Mesurier. De 2010 a 2011, Bell estrelou como Toby Coleman na série de televisão infantil ganhadora do BAFTA, Tracy Beaker Returns. Em julho de 2011, ele foi nomeado por Screenterrier como uma das 12 maiores estrelas britânicas em ascensão.
Em 2012, Bell interpretou Helius no filme de fantasia Wrath of the Titans e depois como Angus no filme de guerra de ficção científica Battleship. Ele então apareceu como Billy Bempsy na mini-série de TV Hatfields & McCoys. Em 2013 e 2014, ele interpretou Bain, filho de Bard, o Arqueiro, nos filmes de aventura épica O Hobbit: A Desolação de Smaug e O Hobbit: A Batalha dos Cinco Exércitos. Também em 2013, ele interpretou Jamie Carr em um episódio da série de TV, Midsomer Murders.
Bell está atualmente interpretando o adolescente "Jovem" Ian Murray em Outlander desde 2017. Seu personagem aparece pela primeira vez no episódio 6: "A. Malcolm" da terceira temporada.

## Filmografia

### Cinema
| Ano  | Título                                  | Personagem | Notas       |
| ---- | --------------------------------------- | ---------- | ----------- |
| 2009 | Transit                                 | Connor     | Filme curto |
| 2009 | A Shine of Rainbows                     | Tomas      |             |
| 2012 | Wrath of the Titans                     | Helius     |             |
| 2012 | Batlleship                              | Angus      |             |
| 2013 | O Hobbit: A Desolação de Smaug          | Bain       |             |
| 2014 | Tracks                                  | Ed         | Filme curto |
| 2014 | O Hobbit: A Batalha dos Cinco Exércitos | Bain       |             |
| 2015 | Billy the Kid                           | Billy      | Filme curto |
| 2017 | T2 Trainspotting                        | Young Spud |             |

### Televisão
| Ano             | Título               | Personagem        | Notas                            |
| --------------- | -------------------- | ----------------- | -------------------------------- |
| 2007            | Doctor Who           | Creet             | Episódio: "Utopia"               |
| 2009-2010       | Life of Riley        | Anthony Weaver    | 7 episódios                      |
| 2010–2011       | Tracy Beaker Returns | Toby Coleman      | 25 episódios                     |
| 2011            | Hattie               | Robin Le Mesurier | Filme para televisão             |
| 2013            | Midsomer Murders     | Jamie Carr        | Episódio: "The Sicilian Defence" |
| 2017            | Into the Badlands    | Gabriel           | 5 episódios                      |
| 2017 – presente | Outlander            | Ian Murray        | Elenco principal, 18 episódios   |